# Hetepibra
Hetepibra, o Sehetepibra I, fue un faraón de la dinastía XIII de Egipto, que reinó de c. 1772 a 1769 a. C.
Su nombre Hetepibra figura en el Canon Real de Turín, en el registro VI,8. "Quien satisface el corazón de Ra". 
Probablemente reinó durante un período de uno a tres años.

## Titulatura
| Titulatura | Jeroglífico | Transliteración (transcripción) - traducción - (referencias) |

| N5 | S29 | R4 · t · p | F34 | Z1 |

| N5 | S29 | R4 · t · p | F34 | Z1 |

| N5 | S29 | R4 · t · p | F34 | Z1 |

| N5 | S29 | R4 · t · p | F34 | Z1 |

| N5 | S29 | R4 · t · p | F34 | Z1 |

| N5 | S29 | R4 · t · p | F34 | Z1 |

| N5 | S29 | R4 · t · p | F34 | Z1 |

| N5 | S29 | R4 · t · p | F34 | Z1 |

| N5 | S29 | R4 · t · p | F34 | Z1 |

| N5 | S29 | R4 · t · p | F34 | Z1 |

| N5 | S29 | R4 · t · p | F34 | Z1 |

| N5 | S29 | R4 · t · p | F34 | Z1 |

| N5 | S29 | R4 · t · p | F34 | Z1 |

| N5 | S29 | R4 · t · p | F34 | Z1 |

| N5 | S29 | R4 · t · p | F34 | Z1 |

| N5 | S29 | R4 · t · p | F34 | Z1 |